# Craterocephalus lacustris
The Kutubu hardyhead (Craterocephalus lacustris) là một loài cá thuộc họ Atherinidae. Nó là loài đặc hữu của Lake Kutubu in the Kikori River system, Papua New Guinea.